# Gamasiphis ardor
Gamasiphis ardor är en spindeldjursart som beskrevs av Wolfgang Karg 1993. Gamasiphis ardor ingår i släktet Gamasiphis och familjen Ologamasidae. Inga underarter finns listade i Catalogue of Life.